# Костровка (Крым)
Костро́вка (до 1948 года Ате́ш; крымскотат. Ateş, Атеш) — исчезнувшее село в Черноморском районе Республики Крым, располагавшееся на севере района, в степной части Крыма, примерно в 2-х километрах юго-западнее современного села Снежное.

## История
Идентифицировать Атеш среди, зачастую сильно искажённых, названий деревень в Камеральном Описании Крыма… 1784 года пока не удалось. Видимо, вследствие эмиграции крымских татар, после присоединения Крыма к России 8 февраля 1784 года, в Турцию, деревня опустела и в ревизских документах не встречается. После создания 8 (20) октября 1802 года Таврической губернии<, Атеш находился на территории Яшпетской волости Евпаторийского уезда. Лишь на военно-топографической карте генерал-майора Мухина 1817 года деревня Атышо обозначена пустующей, на картах 1836 и 1842 года обозначены уже развалины деревни Атеш.
Возрождено поселение, как хутор Атеш Кунанской волости, было в конце XIX века. По «…Памятной книжке Таврической губернии на 1900 год» на хуторе при кошаре числилось 7 жителей в 1 дворе. По Статистическому справочнику Таврической губернии. Ч.II-я. Статистический очерк, выпуск пятый Евпаторийский уезд, 1915 год, на хуторе Атеш Кунанской волости Евпаторийского уезда числилось 2 двора с русским населением без приписных жителей, но с 16 — «посторонними».
После установления в Крыму Советской власти, по постановлению Крымревкома от 8 января 1921 года № 206 «Об изменении административных границ» была упразднена волостная система и образован Евпаторийский уезд, в котором создан Ак-Мечетский район и село вошло в его состав, а в 1922 году уезды получили название округов. 11 октября 1923 года, согласно постановлению ВЦИК, в административное деление Крымской АССР были внесены изменения, в результате которых округа были отменены, Ак-Мечетский район упразднён и село вошло в состав Евпаторийского района. Согласно Списку населённых пунктов Крымской АССР по Всесоюзной переписи 17 декабря 1926 года, в селе Атеш, Ак-Мечетского сельсовета Евпаторийского района, числилось 14 дворов, все крестьянские, население составляло 58 человек, из них 57 русских и 1 украинец. Согласно постановлению КрымЦИКа от 30 октября 1930 года «О реорганизации сети районов Крымской АССР», был восстановлен Ак-Мечетский район (по другим данным 15 сентября 1931 года) и село вновь включили в его состав.
С 25 июня 1946 года Атеш в составе Крымской области РСФСР. Указом Президиума Верховного Совета РСФСР от 18 мая 1948 года, Атеш переименовали в Костровку. 26 апреля 1954 года Крымская область была передана из состава РСФСР в состав УССР. Ликвидирована до 1960 года, поскольку в «Справочнике административно-территориального деления Крымской области на 15 июня 1960 года» селение уже не значилось (согласно справочнику «Крымская область. Административно-территориальное деление на 1 января 1968 года» — в период с 1954 по 1968 годы, как посёлок Новоивановского сельсовета).